# Tenkodogo
Tenkodogo is een stad in Burkina Faso en is de hoofdplaats van de provincie Boulgou.
Tenkodogo telde in 2006 bij de volkstelling 40.839 inwoners.
De stad is sinds 2012 de zetel van het rooms-katholieke bisdom Tenkodogo.

## Geboren in Tenkodogo
- Fanta Régina Nacro (1962), filmmaakster